# Фоминых, Даниил Сергеевич
Дании́л Серге́евич Фомины́х (род. 28 августа 1991, Алма-Ата) — казахстанский шоссейный велогонщик, выступающий с 2014 года за команду мирового тура «Astana Pro Team». Двукратный Чемпион Казахстана в индивидуальной гонке. Двукратный чемпион Азии в командной гонке с раздельным стартом на шоссе (2017, 2019) и чемпион Азии-2019 в индивидуальной гонке.

## Карьера
В июне 2010 года пришёл третьим к финишу в индивидуальной гонке на чемпионате Казахстана по шоссейному велоспорту, а в 2012 году сумел повторить свой успех.
В марте 2013 года 21-летний Фоминых стал чемпионом Азии в разделке среди андеров в Дели (Индия).
Был трижды призёром чемпионатов Казахстана в разделке, когда наконец стал чемпионом Казахстана-2014 по шоссейному велоспорту в индивидуальной гонке с раздельным стартом. И был принят в состав команды Мирового тура UCI Astana Pro Team.
В 2015 году стал серебряным призёром чемпионата Казахстана-2014 по шоссейному велоспорту в индивидуальной гонке с раздельным стартом, снова подтвердив свой профиль раздельщика.
В марте 2016 года получил серьёзную травму после тяжёлого падения на этапе велогонки «Париж-Ницца», после чего был вынужден пропустить почти половину сезона. В августе уже встал в строй и в составе Astana Pro Team выиграл второй этап Вуэльта Бургоса в командной гонке с раздельным стартом.
В 2017 году вместе с Алексеем Луценко, Дмитрием Груздевым, Андреем Зейцем, Жандосом Бижигитовым, Бахтияром Кожатаевым стал в Бахрейне чемпионом Азии в командной гонке с раздельным стартом на шоссе.
В июне 2018 года вторично стал чемпионом Казахстана-2018 по шоссейному велоспорту в индивидуальной гонке с раздельным стартом.
В апреле 2019 вместе с Жандосом Бижигитовым, Евгением Гидичем, Артёмом Захаровым и Дмитрием Груздевым снова стал в Ташкенте чемпионом Азии в командной гонке с раздельным стартом на шоссе
. А затем выиграл индивидуальную гонку с раздельным стартом.

## Достижения
2010
- 3-й на Чемпионате Казахстана по шоссейному велоспорту в индивидуальной гонке с раздельным стартом

2012
- 3-й на Чемпионате Казахстана по шоссейному велоспорту в индивидуальной гонке с раздельным стартом
- 9-й на Thüringen Rundfahrt (U-23) — ГК

2013
- 1-й  на Чемпионате Азии по велоспорту среди мужчин в возрасте до 23 лет в индивидуальной гонке с раздельным стартом
- 3-й на Чемпионате Казахстана по шоссейному велоспорту в индивидуальной гонке с раздельным стартом
- 3-й на Туре озера Цинхай — ГК
- 9-й на Чемпионате мира по шоссейным велогонкам среди мужчин в возрасте до 23 лет в индивидуальной гонке с раздельным стартом

2014
- 1-й  — Чемпион Казахстана по шоссейному велоспорту в индивидуальной гонке с раздельным стартом

2015
- 2-й на Чемпионате Казахстана по шоссейному велоспорту в индивидуальной гонке с раздельным стартом

2016
- 1-й на этапе 2 (ТТТ) Вуэльта Бургоса в командной гонке.

2017
- 1-й  на Чемпионате Азии по велоспорту в командной гонке с раздельным стартом
- 4-й на Чемпионате Казахстана по шоссейному велоспорту в групповой гонке
- 5-й на Чемпионате Казахстана по шоссейному велоспорту в индивидуальной гонке с раздельным стартом

2018
- 1-й  — Чемпион Казахстана по шоссейному велоспорту в индивидуальной гонке с раздельным стартом

2021
- 1-й  — Чемпион Казахстана по шоссейному велоспорту в индивидуальной гонке с раздельным стартом

| ГК | Генеральная классификация |